# Arturo Pérez Canto
Arturo Pérez Canto (Santiago, Chile, 26 de noviembre de 1864 - Concepción (Perú), 9 de julio de 1882) fue un militar chileno. Subteniente de la 4.ª compañía del batallón «Chacabuco» y héroe de la batalla de La Concepción.

## Guerra del Pacífico
Fue hijo de Rudecindo Pérez Reyes y de Delfina del Canto Avilés, y tuvo once hermanos, entre los que también destacaron Clodomiro Pérez Canto, médico cirujano en la Guerra del Pacífico y el abogado, diplomático y periodista Julio Pérez Canto.
Cursaba humanidades en el liceo de Hombres de Valparaíso, ahora liceo Eduardo de la Barra, cuando estalló la guerra. Escapado del liceo, se dirigió a Arica, donde se enroló en el ejército. Participó como ayudante del comandante del regimiento Chacabuco durante la batalla de San Juan, y cuando su superior falleció, se convirtió en ayudante del sargento mayor Julio Quintavalla.
La 4.ª compañía del batallón Chacabuco, en la que Pérez Canto era subteniente, al mando de Ignacio Carrera Pinto, fue encargada de la custodia del pueblo de Concepción, en julio de 1882. 
El general de brigada EP Andrés Avelino Cáceres, durante la Campaña de la Sierra, decidió hacer un ataque a la aldea de Concepción. Carrera tenía para enfrentarlo 77 soldados de la 4.ª compañía del regimiento Chacabuco, con escasa munición, unos cien tiros por hombre, y, además, tres mujeres que seguían a sus esposos, una de las cuales estaba embarazada.
El día domingo 9 de julio, la vanguardia de Cáceres, que poseía aproximadamente 300 soldados regulares y un número indeterminado de indios, descendió al pueblo. Carrera Pinto cerró las entradas a la plaza y se defendió en ella, aunque caída la tarde tuvo que replegarse al cuartel. El combate prosiguió por la noche, y duraría veinte horas hasta el día siguiente.
El capitán Ignacio Carrera Pinto murió luchando al amanecer del día lunes 10 de julio. Arturo Pérez Canto murió después de «17 horas de combate casi incesante», junto al resto de los chilenos.